# Dubbeltjärnarna
Dubbeltjärnarna är varandra näraliggande sjöar i Dorotea kommun i Lappland och ingår i Ångermanälvens huvudavrinningsområde.
- Dubbeltjärnarna (Dorotea socken, Lappland, 713318-153119), sjö i Dorotea kommun, 64°18′12″N 16°26′58″Ö / 64.3032°N 16.4494°Ö
- Dubbeltjärnarna (Dorotea socken, Lappland, 713328-153125), sjö i Dorotea kommun, 64°18′15″N 16°27′02″Ö / 64.3041°N 16.4506°Ö